# Lijst van weg- en veldkapellen in Deurne (Nederland)
Dit is een onvolledige lijst van veldkapellen in de gemeente Deurne. Kapelletjes komen vooral in het zuiden van Nederland voor en werden dikwijls gebouwd ter verering van een heilige.
| Kapel                            | Adres                  | Plaats   | Bouwperiode  | Architect   | Foto |
| -------------------------------- | ---------------------- | -------- | ------------ | ----------- | ---- |
| Maria-Vredeskapel                | Appeldijk 58b          | Deurne   | 1944         | Jos Deltrap |      |
| Grenskerkmonument (kapelletje)   | Deurneseweg            | Deurne   | 1958         |             |      |
| Mariakapel                       | Helmondseweg           | Deurne   |              |             |      |
| Sint-Willibrorduskapel           | Heieindseweg-Dolstraat | Deurne   |              |             |      |
| Sint-Hubertuskapel               | Molenweg 1b            | Liessel  | 1350 en 1984 |             |      |
| Grafkapel (fam. des Maurrissens) | Oude Torenweg 15       | Vlierden | 1926         |             |      |
| Maria van Binderenkapel          | Hazeldonkseweg         | Vlierden | 1941         |             |      |